# Selaginella medogensis
Selaginella medogensis là một loài dương xỉ trong họ Selaginellaceae. Loài này được Ching & S.K. Wu mô tả khoa học đầu tiên năm 1983.